# Gesche
Gesche, auch Geesche, ist ein weiblicher Vorname und die niederdeutsche Variante des Vornamens Gertrud.

## Historische Namensträgerinnen
- Gesche Gottfried (1785–1831), mehrfache Giftmörderin aus Bremen
- Gesche Köllers  (* um 1620; † 1660), Bauersfrau, Opfer der Hexenverfolgungen in Loccum
- Gesche Meiburg (1581–1617), auch Gesche Magdeburg genannt, ging 1615 als „Jeanne d’Arc von Braunschweig“ in die Stadtgeschichte ein

## Aktuelle Namensträgerinnen
- Gesche Joost (* 1974), deutsche Designforscherin und Hochschullehrerin
- Gesche Piening (* 1978), deutsche Schauspielerin und Regisseurin
- Gesche Pospiech (* 1961), deutsche Physikdidaktikerin
- Gesche Schünemann (* 1982), deutsche Sportlerin
- Gesche Tebbenhoff (* 1966), deutsche Schauspielerin